# جمیله کدیور
جمیله کدیور (زادهٔ ۲۴ آذر ۱۳۴۲) سیاستمدار اصلاح‌طلب و نویسنده سیاسی ایرانی است. او نماینده حوزه تهران در مجلس ششم و پیش از آن نیز عضو مستعفی دوره اول شورای اسلامی شهر تهران بوده‌است. وی استاد و عضو هیئت علمی دانشکده علوم اجتماعی و اقتصاد دانشگاه الزهرا بود و دکترای علوم سیاسی دارد.

## زندگی شخصی
وی خواهر محسن کدیور و همسر سید عطاءالله مهاجرانی (وزیر فرهنگ و ارشاد اسلامی در دولت خاتمی) است. او چهار فرزند به نام‌های محمدمحسن (۱۳۶۱)، زهرا (۱۳۶۲)، امیرعلی (۱۳۶۷) و صهبا (۱۳۷۸) دارد.

## مشاغل
- عضو سرویس خارجی روزنامه کیهان
- معاون سرویس خارجی روزنامه اطلاعات
- عضو شورای سردبیری روزنامه اطلاعات بین‌الملل
- مشاور هشتمین رئیس‌جمهور جمهوری اسلامی ایران، سید محمد خاتمی، در امور رسانه و مطبوعات و عضو گروه مشورتی رئیس‌جمهور خاتمی - (۱۳۷۶)
- عضو شورای شهر تهران (احراز رتبه سوم در بین ۴۸۰۰ داوطلب) - (۱۳۷۸)
- نماینده دوره ششم مجلس شورای اسلامی (احراز رتبه دوم) - (۱۳۷۹)
- عضو هیئت علمی دانشگاه الزهراء - دانشکده علوم اجتماعی و اقتصاد - (۱۳۷۸)
- مشاورعالی مدیرعامل خبرگزاری جمهوری اسلامی ایران - (۱۳۸۳)
- هوادار و مشاور امور زنان مهدی کروبی در انتخابات دهم ریاست جمهوری

## کتاب شناسی
- رویارویی انقلاب اسلامی ایران و آمریکا - (انتشارات اطلاعات)
- انتفاضه حماسه مقاومت فلسطین - (انتشارات اطلاعات)
- مصر از زاویه‌ای دیگر - (انتشارات اطلاعات)
- پشت پرده صلح - (انتشارات اطلاعات)
- زن - (انتشارات اطلاعات)
- تحول گفتمان سیاسی شیعه در ایران - (انتشارات طرح نو)
- توهم توطئه - (انتشارات اطلاعات)
- کمیسیون اصل نود (سه جلد) - (انتشارات امید ایرانیان)[۴]

## بازگشت به ایران
جمیله کدیور همسر سید عطاالله مهاجرانی در بهمن ۱۳۹۸ به ایران بازگشت.